# Khung phân loại
Khung phân loại hay còn gọi là Bảng phân loại ám chỉ việc phân loại đã được thu gọn hoặc phản ánh vào một giản đồ, bảng (Scheme, Table) nhất định theo chủ ý của người phân loại. Giới hạn đó rất đa dạng. 
Ví dụ phân loại các ngành khoa học có thể đưa ra kết quả là: Khoa học tự nhiên, Khoa học xã hội và Khoa học ứng dụng.
Phân loại hình thức giao thông vận tải được kết quả là: Vận tải trên đất liền, Vận tải đường thủy, Vận tải đường không.
Phân loại ngành tư liệu nghiên cứu có: Thư viện, Lưu trữ, Bảo tàng, Khảo cổ...

## Khung phân loại tài liệu
Khung phân loại tài liệu khác với khung phân loại đã dẫn ở chỗ, công việc phân loại gắn liền với giá trị vật phẩm trí tuệ của con người, đó là tài liệu. Tài liệu, sản phẩm thư viện, hoặc tài liệu lưu trữ vừa là kết quả hoạt động của con người, vừa là phương tiện không thể thiếu được cho các hoạt động đó. Các khung phân loại tài liệu đã có trong lịch sử từ khởi nguồn đến hiện đại thường được áp dụng phổ biến cho các thư viện hoặc tư liệu nghiên cứu tổng hợp. Trong công tác lưu trữ, các khung phân loại chuyên cho tài liệu lưu trữ không được xây dựng phổ biến, vì nguyên tắc nổi trội trong việc tổ chức, quản lý tài liệu lưu trữ là nguyên tắc xuất xứ. Theo nguyên tắc này, tài liệu lưu trữ được thu thập, quản lý theo các phông riêng biệt. Việc khai thác, sử dụng tài liệu lưu trữ cũng phần nhiều tra tìm trên các công cụ được xây dựng theo các phông lưu trữ với các mục lục hồ sơ. Khi có yêu cầu tra tìm tài liệu theo chuyên đề xuyên phông, thì Khung phân loại thông tin tài liệu lưu trữ có vai trò tích cực hơn và thay thế cho khung phân loại tài liệu. Nhưng một số nước, đặc biệt là các nước châu âu, đã xây dựng các khung phân loại tài liệu có cả chức năng phân loại thông tin trong đó. Riêng ở Việt Nam, Khung phân loại Paul Boudet cũng đã đáp ứng yêu cầu này.
Các bộ phận của một Khung phân loạiː
- Bảng chính
- Bảng phụ
- Bảng tra chủ đề chữ cái

## Các loại Khung phân loại

### Khung phân loại của Lê Quý Đôn (1726-1784)
cấp độ 1 gồm bốn loại là:
- Hiến chương (Luật lệ, văn bản của Nhà nước)
- Thi văn (Văn thơ)
- Tạp kỷ (Ký sự, tạp văn, địa dư chí, truyện ký)
- Phương ký (Phép phong thủy, phù thủy).

### Khung phân loại của Phan Huy Chú (1872-1840)
cấp độ 1 gồm năm loại là:
- Hiến chương (Luật lệ, văn bản của Nhà nước)
- Kinh sử (Kinh điển sử)
- Thi văn (Văn thơ)
- Tạp ký (Ký sự, tạp văn, địa dư chí, truyện ký)
- Phương ký (phong thủy, phép phù thủy).
Riêng trong sách "Lịch triều hiến chương loại chí", Phan Huy chú còn chia ra 10 mục chí. Nói chung, trong thời kỳ phong kiến Việt Nam chưa có khung phân loại tài liệu thống nhất.

### Khung phân loại Lưu Hướng
Xuất hiện ở Trung Quốc, ngay từ thế kỷ thứ I TCN đã có Khung phân loại Lưu Hướng, đời Tần Hán gồm có 7 mục:
- Lục nghệ lược (Bách khoa thư, kinh điển)
- Chu tử lược (Triết học)
- Thi phú lược (Thơ ca)
- Binh thư lược (Quân sự)
- Thuật số lược (Toán học)
- Tập lược (Tạp văn)
- Phương kỹ lược (Kỹ thuật).

### Khung phân loại Tuân Húc
Đến thế kỷ thứ IV, cũng ở Trung Quốc, Tuân Húc đã xây dựng khung phân loại áp dụng cho Kho sách Tấn Vũ Đế chỉ có 5 mục, kể cả phần bổ sung mục Kinh phật và Lớp tử.
Đến đời nhà Thanh (1644-1911) các thư tịch Trung Quốc vẫn sử dụng phung phân loại 4 mục gồm Kinh, Sử, tử, Tập. Mãi đến sau năm 1949, Trung Quốc mới xây dựng và sử dụng Khung phân loại Trung tiểu hình và Đại hình. Hiện này Trung Quốc sử dụng Khung phân loại có tên là "Trung Quốc đồ thư quán đồ thư phân loại pháp".

### Khung phân loại DDC
Một trong các khung phân loại được sử dụng phổ biến nhất hiện nay do nhà cách tân thư viện nổi tiếng người Mỹ Melvil Dewey (1851-1931) xây dựng từ những năm 1870 là Khung phân loại thập phân DDC (Dewey Decimal Classification). Khung phân loại này dùng 10 chữ số ả rập để sắp xếp toàn bộ sưu tập tư liệu và thư viện. Khung phân loại này ra đời năm 1876 gồm 10 lớp chính, với 1000 đề mục. Khung phân loại chuẩn này trở thành sở hữu của tổ chức OCLC từ năm 1988. Đây là khung phân loại tư liệu, thư viện được áp dụng rộng rãi nhất trên thế giới. Hiện nay, hơn 200.000 thư viện tại 130 quốc gia đang sử dụng khung phân loại này. Chỉ số phân loại DDC được sử dụng nhiều trong thư mục tư liệu quốc gia của hơn 60 nước, trong đó có 15 nước thuộc khu vực châu á-Thái bình dương, 13 nước châu Mỹ, 8 nước châu Âu, 7 nước ở Trung đông. Khung phân loại DDC đã được dịch ra hơn 30 tiếng khác nhau trên thế giới. Một trong những thế mạnh của DDC là luôn luôn được cập nhật, sửa chữa bổ sung và xuất bản.
Tóm tắt cấu trúc Bảng chính của Khung phân loại DDC như sau:
000. Tổng hợp
100. Triết học và các khoa học liên quan
200. Tôn giáo
300. Các khoa học xã hội
400. Ngôn ngữ học
500. Các khoa học chính xác
600. Các khoa học ứng dụng
700. Nghệ thuật
800. Văn học
900. Địa lý, lịch sử và các khoa học phụ trợ.
Lớp thứ hai được phân chia như sau:
200. Tôn giáo
210. Tín ngưỡng tự nhiên
220. Kinh thánh
230-280. Thiên chúa giáo
290. Các tôn giáo khác...

### Khung phân loại UDC
Trong các khung phân loại được sử dụng rộng rãi hiện nay phải kể đến Khung phân loại thập tiến quốc tế UDC (Universal Decimal Classification) do hai nhà thư mục học người Bỉ là Paul Otlet và Henry Lafontaine xây dựng và cho ra đời năm 1895. Khung phân loại DDC và UDC khác nhau về cấu tạo bên trong còn các lớp cơ bản vẫn giữ nguyên. Riêng các bảng phụ và các ký hiệu có được mở rộng hơn. Khung phân loại UDC hoàn chỉnh được xuất bản năm 1905 bằng tiếng Pháp với tên là Bảng chỉ dẫn thư mục tổng hợp (Manuel du Repertoire Bibliographique Universal) và sau này được dịch và xuất bản bằng nhiều thứ tiếng khác nhau.

### Khung phân loại LCC (LC)
Một trong các khung phân loại do Thư viện Quốc hội Mỹ xây dựng được nhiều người nhắc đến là Khung phân loại thư viện quốc hội (Library of Congress Classification) viết tắt là LCC do tác giả đầu là Herbert Putnam và tư vấn Charles Ammi Cutter khởi tạo. Hệ thống phân loại của khung này được áp dụng cho thư viện trường đại học, các viện nghiên cứu Mỹ và một số nước khác.
Cấu tạo của Khung phân loại LCC bao gồm: toàn bộ các lĩnh vực tri thức ban đầu được chia thành các lớp chính, sau đó được chia thành các phân lớp; trong mỗi phân lớp lại được phân chia chi tiết theo hình thức, địa điểm, thời gian và chủ đề cụ thể được thể hiện từ cái chung đến cái riêng, tạo thành cấu tạo thứ bậc của các chi thức.
Cấu tạo lớp chính của khung phân loại LCC gồm có:
A. Tổng loại
B. Triết học, Tâm lý học, Tôn giáo
C. Các ngành khoa học bổ trợ cho lịch sử
D. Lịch sử thế giới nói chung và cựu thế giới
E-F. Lịch sử châu Mỹ
G. Địa chất học, Nhân học, Giải trí
H. Các ngành khoa học xã hội
J. Khoa học chính trị
K. Pháp luật
L. Giáo dục
M. Âm nhạc
N. Mỹ thuật
P. Ngôn ngữ và văn học
Q. Khoa học
Phân lớp có cấu tạo là:
Q. Khoa học
QA. Toán học
QB. Thiên văn học
QC. Vật lý học
QD. Hoá học
QE. Địa chất học...

### Khung phân loại Paul Boudet
Đối với các nước Đông Dương, Khung phân loại được sử dụng phổ biến nhất từ thời Pháp thuộc là Khung phân loại Paul Boudet. Khung phân loại này được áp dụng thống nhất cho Văn khố và Thư viện Đông Dương từ năm 1917 do nhà cổ tự học người Pháp là Paul Boudet xây dựng. Tài liệu trong khung phân loại này được sắp xếp thành 25 bộ (phân loại lớp 1) được mang các ký tự từ A đến Z theo vần chữ cái tiếng Pháp. Mỗi bộ lại được phân làm nhiều mục.
Lớp 1 của Khung phân loại Paul Boudet được sắp xếp như sau:
A. Chánh thư
B. Thư tín tổng quát
C. Nhân viên, Công vụ
D. Hành chính tổng quát
E. Hành chính tỉnh (Địa phương)
F. Chính trị
G. Tư pháp
H. Công chính
I. Hầm mỏ, Khoáng vụ, Khoáng nghiệp
J. Hoả xa, Vận tải, Thiết lộ
K. Bưu điện, Vô tuyến điện và điện thoại
L. Thương mại, Kỹ nghệ, Du lịch (kinh tế)
M. Lao động, Điền địa
N. Nông lâm
O. Hàng hải, Thủy vận
P. Hải quan
Q. Quân vụ, Lục quan, Không quân
R. Học chính, Khoa học và mỹ thuật (giáo dục)
S. Y tế, Cứu tế
T. Tài chính
U. Thuế quan và công quản, Thuế gián thu (thương chính)
V. Văn khố và Thư viện
X. Tạp vụ
Y. Giấy tờ tư nhân
Z. Sao lục sử liệu Việt Nam, Cao miên, Ai Lao.
Trích dẫn ví dụ lớp 2:
A. Chánh thư
A.1. Sổ ghi các đạo luật
A.2. Sổ ghi các sắc luật, nghị định, thông tư của Tổng thống
A.3. Sổ ghi các sắc luật, nghị định, thông tư của Thủ tướng
A.4. Sổ ghi các nghị định, sự vụ lệnh, thông tư của Bộ trưởng
A.5. Sổ ghi các quyết định, thông tư của tỉnh trưởng, Đô trưởng và Thị trưởng.

## Ý nghĩa
Khung phân loại tài liệu giúp cho việc xây dựng phương án phân loại tài liệu trong chỉnh lý. Phương án phân loại tài liệu là công cụ cốt yếu nhất để phân chia tài liệu ở các cấp độ khác nhau một cách khoa học trong chỉnh lý, tạo ra các cấp độ phân loại theo thứ bậc, mà đơn vị phân loại cuối cùng là hồ sơ, đơn vị bảo quản.
Nếu người được giao nhiệm vụ viết phương án phân loại tài liệu chỉ dựa vào các lịch sử đơn vị hình thành phông và lịch sử phông, như tìm hiểu về chức năng, nhiệm vụ, cơ cấu tổ chức qua các thời kỳ của đơn vị hình thành phông như vẫn làm, thoát lý hệ thống tài liệu vĩ mô, thì việc phân loại tài liệu đó vẫn mang nặng tính chủ quan, cục bộ đối với tài liệu của từng cơ quan, tổ chức cụ thể. Làm như vậy sẽ bị thiếu vắng tính hệ thống của cả một ngành khi thực hiện chỉnh lý tài liệu. Khi đã có sẵn một khung phân loại tài liệu của một quốc gia, ví dụ của Phông lưu trữ quốc gia, thì chắc chắn sẽ có được một hệ thống phân loại tài liệu, định hướng cho việc phân loại tài liệu là đối tượng đưa ra chỉnh lý.
Khung phân loại tài liệu giúp đắc lực cho việc xác định giá trị tài liệu trong chỉnh lý tài liệu. Trong việc chuẩn bị chỉnh lý tài liệu, khung phân loại tài liệu được coi như công cụ định hướng quan trọng cho việc viết bản hướng dẫn xác định giá trị tài liệu. Người được phân công viết bản hướng dẫn xác định giá trị tài liệu, nếu chỉ dựa vào thông tin của riêng đơn vị hình thành phông, hoặc dựa vào tài liệu cụ thể đưa ra chỉnh lý, sẽ dẫn đến chỉ đạo lựa chọn và loại huỷ tài liệu trong chỉnh lý rất cục bộ, thiếu tính hệ thống. Điều hiển nhiên có liên quan đến toàn bộ công tác xác định giá trị tài liệu theo quan điểm hiện hiện nay là xác định giá trị tài liệu vĩ mô, vậy bất kể việc xác định giá trị đơn lẻ ở đâu, đều thu về một mục đích cuối cùng để thực hiện tối ưu hoá toàn bộ tài liệu Phông lưu trữ quốc gia. Làm như vậy, người chỉ đạo xác định giá trị trong chỉnh lý phải có một công cụ bổ trợ cho việc xác định giá trị theo quan điểm hệ thống, đó là khung phân loại tài liệu. Vì vậy, trong quá trình hướng dẫn xác định giá trị tài liệu, hoặc trực tiếp xác định giá trị tài liệu, thì người thực thi công việc phải nắm được hệ thống tài liệu của cả một tổng thể khối lớn. Với yêu cầu như vậy thì khung phân loại tài liệu đáp ứng được thoả mãn. Đây là điểm quan trọng để quyết định giữ lại hay loại ra từng tài liệu cụ thể trong chỉnh lý tài liệu.
Khung phân loại thông tin tài liệu giúp xây dựng công cụ ta tìm tài liệu trong chỉnh lý tài liệu. Công cụ tra tìm tài liệu phổ biến nhất là mục lục hồ sơ của một khối tài liệu đưa ra chỉnh lý. Mục lục này phản ánh số lượng hồ sơ hiện hữu sau khi chỉnh lý. Nhưng với yêu cầu tìm tin tổng hợp có hiệu quả hơn, người ta thường phải xây dựng các lại công cụ tra tìm khác như bộ thẻ chuyên đề, hoặc xây dựng một cơ sở dữ liệu để tìm tin theo chuyên đề. Với yêu cầu này thì khung phân loại tài liệu giúp ích đắc lực nhất.